# Gose

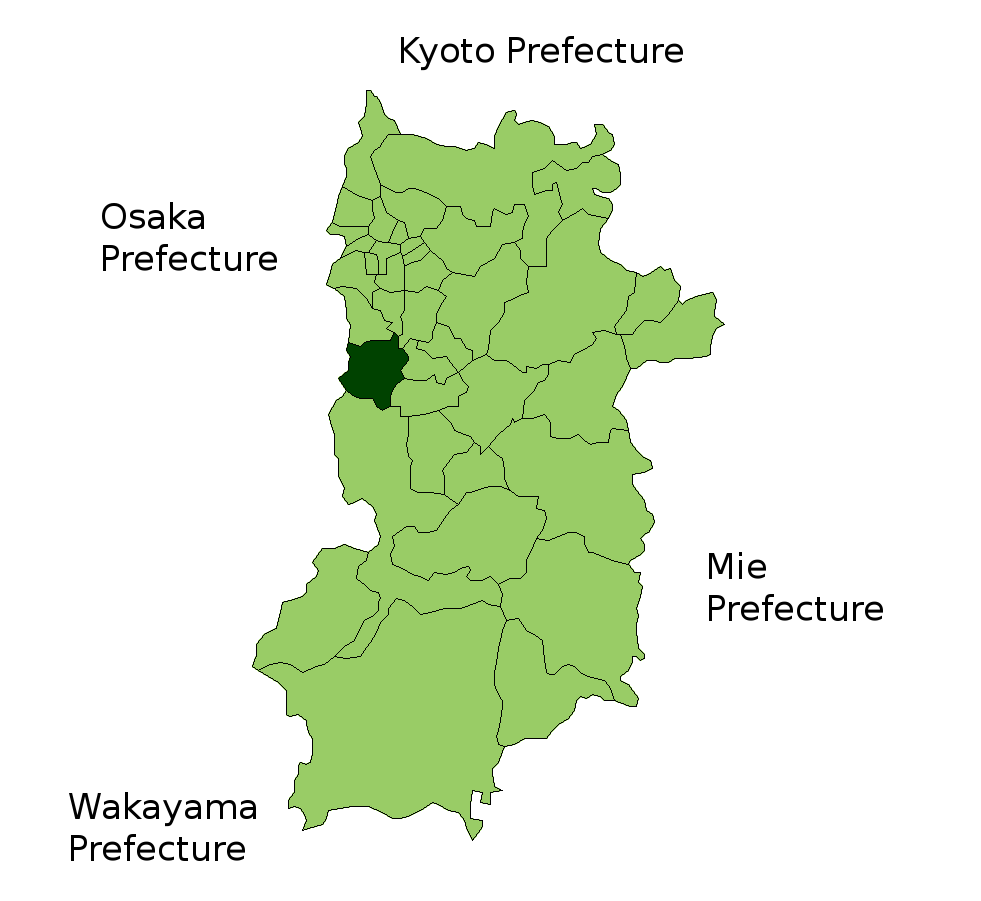

Gose (御所市 Gose-shi?) este un municipiu din Japonia, prefectura Nara.